# Брі Ріппнер
Брі Ріппнер (англ. Brie Rippner; нар. 21 січня 1980, Лос-Анджелес, Каліфорнія, США) — колишня американська тенісистка.
Найвища одиночна позиція світового рейтингу — 57 місце (досягла 16 серпня 1999 року); парна — 92 місце (досягла 9 грудня 2002 року).
Здобула 4 одиночні та 7 парних титулів туру ITF.
Найвищим досягненням на турнірах Великого шолома було 3 коло в одиночному розряді.
Завершила кар'єру 2003 року.

## Юніорські фінали турнірів Великого шлема

### Дівчата, одиночний розряд
| Результат | Рік  | Турнір               | Покриття | Суперниця | Рахунок  |
| --------- | ---- | -------------------- | -------- | --------- | -------- |
| Поразка   | 1997 | Вімблдонський турнір | Трава    | Кара Блек | 3–6, 5–7 |